# Pseudostenophylax fo
Pseudostenophylax fo är en nattsländeart som beskrevs av Schmid 1991. Pseudostenophylax fo ingår i släktet Pseudostenophylax och familjen husmasknattsländor. Inga underarter finns listade i Catalogue of Life.